# Manchestrska stolnica
Manchestrska stolnica, uradno Stolnica in kolegijska cerkev sv. Marije, sv. Denisa in sv. Jurija v Manchestru v Angliji je matična cerkev anglikanske škofije Manchester, sedež škofa Manchestra in mesta župnijska cerkev. Stoji na ulici Victoria Street v središču Manchestra in spada med zavarovane stavbe I. stopnje.
Nekdanja župnijska cerkev je bila obnovljena v perpendicular slogu gotskem slogu v letih po ustanovitvi kolegija leta 1421. Nato je bil konec 15. stoletja James Stanley II. (upravnik 1485–1506 in kasneje škof Elyja 1506–1515) odgovoren za obnovo ladje in kolegijskega kora z visokimi okni v svetišču; naročil tudi poznosrednjeveško leseno notranjo opremo, vključno s prižnico, kornimi klopmi in streho ladje, ki jo podpirajo angeli s pozlačenimi instrumenti. Kolegijska cerkev je leta 1847 postala stolnica nove škofije Manchester. V viktorijanskem obdobju je bila obsežno preoblikovana, obnovljena in razširjena, in spet po poškodbi bombe med drugo svetovno vojno. Je ena od petnajstih stavb v Manchestru, ki so na seznamu zaščite I. stopnje.

## Zgodovina

### Izvor
Izvor prvih cerkva v Manchestru je nejasen. V stolnici je ohranjen Angelski kamen, majhna rezbarija angela z zvitkom. Odkrili so ga v steni južne verande, kar je dokaz zgodnejše, verjetno anglosaške cerkve. Datirana je bila okoli leta 700 našega štetja, vendar pa korpus anglosaške skulpture datira v 12. stoletje. Njegov latinski napis pomeni »v tvoje roke, o Gospod, izročam svojega duha«. Prvo cerkev, ki je bila verjetno na mestu ali v bližini cerkve sv. Ane, so leta 923 uničili danski osvajalci, cerkev, posvečeno sv. Mariji, pa je zgradil kralj Edvard I. starejši, verjetno tam, kjer se vrata sv. Marije povezujejo z ulico Exchange Street in je bila omenjena v Domesday Book leta 1086. Vnos v knjigi Domesday Book za Manchester se glasi: »Cerkev sv. Marije in cerkev sv. Mihaela imata en karukat zemlje v Manchestru, ki je oproščen vseh običajnih dajatev razen davka«.

### Župnijska cerkev
Gradnja predhodne župnijske cerkve med rekama Irk in Irwell ter starodavnim vodotokom, ki ga je prečkal Hanging Bridge (most za obešanje), se je začela leta 1215 v mejah baronskega dvora poleg graščine na mestu Manchestrskega gradu. Gospodarji dvorca so bili Grleyji, katerih grb je še vedno povezan s stolnico. Grelleyji so delovali kot oskrbniki, zgradili in obdarili prvo kanclerijo, sv. Nikolaj. Leta 1311 je posestvo Grelley s poroko prešlo na de la Warres. Leta 1349 so de Traffordovi obdarili kanclerijo sv. Nikolaja. Leta 1382 je Thomas de la Warre postal njen rektor.
Cerkev je imela šesterokrako ladijsko ladjo in šesterokraki kor z ladjami in zahodnim stolpom v perpendicular slogu poznosrednjeveškega obdobja.

### Kolegijska cerkev
Thomas de la Warre je leta 1398 postal baron de la Warre. Več kot 50 let je bil duhovnik, kralj Henrik V. Angleški in papež Martin V. pa sta mu leta 1421 podelila dovoljenje za ustanovitev kolegijske cerkve v Manchestru. Kolegij je bil ustanovljen s kraljevo listino, z upravnikom, osmimi sodelavci, štirimi pevskimi uradniki in osmimi pevci. Župnijska cerkev je bila posvečena sveti Mariji in tej posvetitvi sta bila dodana sveti Jurij, zavetnik Anglije in sveti Denis, zaščitnik Francije, kar morda odraža de la Warrovo francosko dediščino ali zahtevo Henrika V. za francoski prestol. Kolegij duhovnikov je bil nastanjen v novih stavbah na mestu nekdanje graščine, ki je preživela kot Chethamova knjižnica, ki jo je plačal de la Warre. Imenoval je Johna Huntingdona za prvega upravnika kolidža, ki je med letoma 1422 in 1458 obnovil vzhodni krak župnijske cerkve, da bi zagotovil kolegijski kor. Huntingtonova monumentalna medenina (precej obnovljena) je položena na tla kora. Huntingtona spominjajo tudi v viktorijanskem rebusu, rezbarijah moškega, ki lovi, in moškega s tunom (sod piva), na obeh straneh oboka, ki vodi do kapele Lady. [10] Cerkveni zahodni stolp iz 14. stoletja in Gospa kapela sta bila vključena v sedanjo stavbo, čeprav je še vedno vidno malo ali nič ostankov tega datuma, Marijina kapela pa je bila izgubljena leta 1940.
Običajno je tretji upravnik, Ralph Langley (1465–1481), zaslužen za obnovo ladje, vendar je ladjo in kor ponovno temeljito rekonstruiral James Stanley II. (1485–1506) nekaj let pozneje, ko je dvignil svetlobno nadstropje in poskrbel za bogato okrašene lesene stropove in korne klopi. Jamesova mačeha, lady Margaret Beaufort, je bila mati Henrika VII. Stanleyjevi so prek zavezništva z rodbino Tudor pridobili tako bajno bogastvo kot dostop do arhitektov in obrtnikov, ki so delali po kraljevih naročilih. Iz slogovnih razlogov so korne arkade in svetlobno nadstropje pripisani Johnu Wastellu, arhitektu za dokončanje kapele Kings Collegea v Cambridgeu. Korne klopi, izrezljane v delavnici Williama Brownfleta iz Ripona, so najboljše v seriji, ki vključuje ohranjene v stolnicah Ripon, Beverley Minster in Bridlington Priory. Rezbarija mizerikordija sedežev je izjemno dobra. James Stanley je bil odgovoren za olepšanje stropa ladje z nosilci v obliki štirinajstih angelov ministrantov v naravni velikosti; in za obdaritev lastne kapele (zdaj uničene) blizu severovzhodnega vogala, v kateri je bil pokopan leta 1515.
Kolegij je bil leta 1547 med vladavino Edvarda VI. razpuščen z Zakonom o župnijah, vendar ga je leta 1553 ponovno ustanovila njegova sestra Marija I. Angleška. Njegova prihodnost je bila negotova, ko jo je leta 1559 nasledila Elizabeta I. Angleška, vendar je bila zagotovljena, ko je leta 1578 podelila novo listino, ki je dovoljevala upravnika, štiri tovariše, dva kaplana in štiri pevce. Predanost kolegija (vendar ne cerkve) je bila spremenjena v Kristusov kolegij. Manchester in Southwell Minster sta bili edini dve srednjeveški kolegijski ustanovi, kjer se je po reformaciji ohranilo dnevno bogoslužje, dokler se jima ni pridružil Ripon, ko je bila njena kolegialna ustanova obnovljena leta 1607. John Dee, mag in astrolog Elizabete I. je bil upravnik od 1595 do 1608 in zasedal bivališča upravnikov, ki so zdaj vključena v Chethamovo knjižnico. To listino, četrto, je podelil Karel I. Angleški in ohranil predanost kolegija Kristusu.

#### Cerkvene kapele
V zgodnjem 16. stoletju je bil vzdolž severne in južne strani cerkve zgrajen skoraj popoln niz kapel, ki so ustvarile dvojno ladjo okoli župnijske ladje, ki je posledično veliko širša kot daljša. Za Manchester se običajno trdi, da ima najširšo ladjo od katere koli stolnice v Angliji. Na južni strani je najstarejša kapela cerkve, kapela sv. Nikolaja, ki so jo leta 1470 obnovili de Traffordovi. Kapelo svetega Jurija je leta 1503 podaril William Galley, leta 1506 pa Richard Beswick Jezusovo kapelo. Na severni strani je William Radcliffe iz Ordsall Halla leta 1498 obdaril kapelo Svete Trojice. Huntington je zapustil denar in zemljo za kapelo sv. Jakoba, ki je bila zgrajena leta 1507. Začela se je gradnja največje kapele sv. Janeza Krstnika, James Stanley, škof Ely leta 1513. Priložena pogrebna kapela Jamesa Stanleyja, kapela Ely, je bila uničena z bombardiranjem leta 1940. Medenina z vrha Stanleyjeve nagrobne skrinje je bila rešena iz razbitin in ponovno navpično nameščena ob obnovljeni severni steni kapele polka.
Zahodne kapele niso več razmejene, saj so bile pregrade, ki so jih delile, odstranjene, kar daje videz dvojnih ladij na obeh straneh.

### Stolnica
V skladu z Zakonom o cerkvenih komisarjih iz leta 1840 so bili upravnik in kolegi kolegijske cerkve prevedeni v dekana in kanonike v pripravah, da postanejo stolnica nove škofije Manchester, ki je začela veljati leta 1847. Začetni predlogi za novo stolnico, ki naj bi bila zgrajena po načrtih R. C. Carpenterja na Piccadilly Gardens se niso nadaljevali. Stavba je bila leta 1882 temeljito prenovljena.
Med napadom leta 1940 je nemška bomba eksplodirala nekaj metrov od severovzhodnega vogala, močno poškodovala strehe in porušila srednjeveško gosposko kapelo in kapelo kora Jamesa Stanleyja. Vsi vitraži so bili uničeni, orgelsko ohišje nad prižnico je bilo uničeno, srednjeveške korne klopi so se prevrnile. Trajalo je skoraj 20 let, da so bila dokončana popravila, med katerimi je bila Marijina kapela ponovno zgrajena po načrtih Huberta Worthingtona, kapela sv. Janeza Krstnika pa je bila preurejena v kapelo za manchesterski polk. Stolnica je bila ponovno poškodovana v bombardiranju IRA junija 1996.
Stolnica hrani obsežen župnijski in zgodovinski arhiv, ki sega vse do leta 1421. Leta 2003 se je začel projekt za zagotavljanje izčrpnega kataloga vsebine arhiva za javnost. Januarja 1952 je dobila status zaščite stavbe I. stopnje. Strukture razreda I se štejejo za »stavbe izjemnega pomena«.

## Arhitektura
Stolnica je zgrajena iz treh vrst kamna. Stene in notranji slopi so bili prvotno zgrajeni iz temno vijoličasto rjavega peščenjaka Collyhurst, ki je nastal v zgodnjem permskem obdobju. To je sedaj vidno le v stolpastem loku ladje, v notranjosti Jezusove kapele in v koru; saj so bile v začetku 19. stoletja vse površine ladje in ladij ocenjene tako, da so obdane z rimskim cementom. To je strukturo tako močno poškodovalo, da je bilo treba večino notranjih in zunanjih kamnitih del zamenjati v kasnejših obnovah iz 19. stoletja z rumeno sivim Fletcher Bank Grit iz Ramsbottoma. Tla ladje so bila od 1960-ih ponovno položena z apnencem iz okrožja Peak, ki vsebuje krinoidne fosile.

## Obnove
Do leta 1840 je bila kamnita zunanjost in notranjost v slabem stanju, deloma zaradi slabih vremenskih lastnosti peščenjaka Collyhurst, pa tudi zaradi nepremišljenega poskusa osvetlitve notranjosti s premazovanjem notranjih površin ladje z rimskim cementom avtorja Johna Palmerja. Zunanjo kamnino je zamenjal med letoma 1850 in 1870 pri obnovi J. S. Crowtherja, ki je zamenjal tudi notranjo kamnino sten ladje in arkad z natančnimi reprodukcijami izvirnikov. Zahodni stolp je leta 1868 povišal J. P. Holden, ki je zamenjal tudi zunanjo kamnino. Basil Champney je leta 1898 dodal zakristijo, knjižnico kanonikov in zahodne verande; medtem ko je Percy Worthington zagotovil nadaljnjo nastanitev na jugovzhodu, prvotno kot zborovsko šolo, ki pa je bila pozneje spremenjena v pisarne. Zato daje stolnica vtis stavbe iz 19. stoletja.
Da bi omogočili nadgradnjo ogrevalnega sistema, so leta 2013 zgradili začasno leseno stolnico na ulici Victoria Street, da bi omogočili bogoslužje.

## Oprema

### Angelski ministranti
Stropne nosilce ladje podpira štirinajst skulptur angelov, od katerih vsak igra na drug poznosrednjeveški inštrument, ki naj bi bil dar Jakoba Stanleyja II.
Južna stran (z vzhoda):
- Namizne orgle, harfa, vrta citer, cimbala (igra se s kladivi), lutnja, gosli, simfonij

Severna stran (z vzhoda):
- čembalo, trobenta, šalmaj, škotske dude, irske dude, flavta, tamburin

Domnevajo, da so bili pri obnovi ladje v 19. stoletju nenamerno prestavljeni čembalo in orgle; saj so sicer na južni strani godala, na severni pa večinoma pihala. Samo orgle predstavljajo inštrument, ki bi ga običajno slišali v cerkvi v začetku 16. stoletja; druga glasbila bi se bolj običajno uporabljala za spremljavo posvetnih pesmi in plesov. Vse te inštrumente pa bi lahko slišali ob spremljavi misterioznih iger na ulici in v priljubljenih verskih procesijah.

### Mizerikordija
Stolnica ima trideset mizerikordijevv iz 16. stoletja, ki veljajo za ene najboljših v Evropi. Po slogu so podobni tistim v stolnici Ripon in v Beverleyju. Čeprav so manchesterske poznejšega datuma, jih je verjetno izklesala ista šola v Riponu. Ena najbolj opaznih je N-08, najzgodnejša znana upodobitev backgammona v Veliki Britaniji.

### Vitraži
Vsi viktorijanski vitraži so bili uničeni med Manchester Blitzom leta 1940. Do poznih 1960-ih sta bili zamenjani samo dve okni, zlasti Ognjeno okno Margaret Traherne (1966). Dekan in kapitelj sta naročila Tonyju Hollawayu, naj pripravi načrt za ponovno zasteklitev stolnice, s prednostjo petih zahodnih oken: sv. Jurij (1973), sv. Denis (1976), sv. Marija (1980), Stvarjenje (1991) in Apokalipsa (1995). V spomin na obnovo stolnice po bombnem napadu IRA leta 1996 je bilo leta 2004 nameščeno Zdravilno okno Linde Walton.

### Zvonovi
Deset zvonov v stolpu, obešenih za zamenjavo zvonjenja, je leta 1925 ulil Gillett & Johnston iz Croydona. Tenor (največji) zvon tehta 1,3 tone in zvonovi so uglašeni na ključ D. Zvonovi zvonijo za cerkveno službo na Nedeljsko jutro in ob posebnih priložnostih, vključno z obiskom Elizabete II., da razdeli Royal Maundy. Eden od prejemnikov je bil kapitan stolpa Roland Eccles za 35 let služenja zvonjenju in skupnosti stolnice.